# Europamästerskapen i fälttävlan 1955
Europamästerskapen i fälttävlan 1955 arrangerades i Windsor, Storbritannien. Tävlingen var den 3:e upplagan av Europamästerskapen i fälttävlan.

## Resultat
| Placering | Ryttare             | Häst           | Land |
| --------- | ------------------- | -------------- | ---- |
| 1         | Frank Weldon        | Kilbarry       | GBR  |
| 2         | John Oram           | Radar          | GBR  |
| 3         | Bertie Hill         | Countryman III | GBR  |
| 7         | Hans Blixen-Finecke | Jubal          | SWE  |

| Placering | Land           |
| --------- | -------------- |
| 1         | Storbritannien |
| 2         | Schweiz        |